# Ribeirão do Largo
Ribeirão do Largo este un oraș în statul Bahia (BA) din Brazilia.